# George McCowan

George McCowan est un réalisateur canadien, né le 27 juin 1927 au Canada et mort le 1er novembre 1995 à Santa Monica.

## Biographie
Après avoir commencé sa carrière dans son pays natal, George McCowan s'installe aux États-Unis en 1967. Il fait l'essentiel de sa carrière à la télévision, pour laquelle il réalise de nombreux épisodes de série comme Section 4, Drôles de dames ou Starsky et Hutch. Au cinéma, il réalise notamment le western La Chevauchée des sept mercenaires, sorti en 1972, et le film de science-fiction Alerte dans le cosmos, sorti en 1979.
Il a été marié à l'actrice Frances Hyland de 1955 à 1964.

## Filmographie

### comme réalisateur
- 1963 : The Forest Rangers (série TV)
- 1965 : Seaway (en) (série TV)
- 1966 : Don't Forget to Wipe the Blood Off
- 1966 : Brigade criminelle (Felony Squad) (série TV)
- 1967 : Heroic Mission (série TV)
- 1967 : Hatch's Mill (en) (série TV)
- 1969 : The New People (en) (série TV)
- 1969  The Monk (en) (TV)
- 1969 : The Ballad of Andy Crocker (en) (TV)
- 1970 : Carter's Army (en) (TV)
- 1970 : The Challenge (en) (TV)
- 1970 : The Love War (en) (TV)
- 1970 : The Silent Force (en) (série TV)
- 1970 : Dan August (série TV)
- 1970 : The Over-the-Hill Gang Rides Again (en) (TV)
- 1970 : Run, Simon, Run (TV)
- 1971 : Love Hate Love (TV)
- 1971 : Cannon (TV)
- 1971 : The Face of Fear (TV)
- 1971 : Face-Off (en)
- 1971 : If Tomorrow Comes (TV)
- 1972 : Welcome Home, Johnny Bristol (TV)
- 1972 : Les Crapauds (Frogs)
- 1972 : La Chevauchée des sept mercenaires (The Magnificent Seven Ride!)
- 1972 : Banacek (Banacek) (série TV)
- 1972 : Search (série TV)
- 1973 : Barnaby Jones (série TV)
- 1973 : The Starlost (en) (série TV)
- 1974 : The Inbreaker
- 1974 : To Kill the King
- 1975 : Section 4 (S.W.A.T.) (série TV)
- 1975 : Starsky et Hutch (Starsky and Hutch) (série TV)
- 1975 : Mystère sur le vol 502 (en) (Murder on Flight 502) (TV)
- 1976 : Shadow of the Hawk
- 1978 : Return to Fantasy Island (TV)
- 1978 : L'Île fantastique (Fantasy Island) (série TV)
- 1979 : Alerte dans le cosmos (H. G. Wells' The Shape of Things to Come)
- 1979 : Return of the Mod Squad (TV)
- 1979 : Pour l'amour du risque (Hart to Hart) (série TV)
- 1979 : The Littlest Hobo (série TV)
- 1981 : The July Group (TV)
- 1981 : L'Homme à l'orchidée (Nero Wolfe) (série TV)
- 1981 : Seeing Things (série TV)
- 1981 : Shannon (série TV)
- 1982 : Frank, chasseur de fauves (Bring 'Em Back Alive) (série TV)
- 1983 : Hot Money (en)
- 1988 : War of the Worlds (série TV)
- 1990 : Sanity Clause (TV)